# Коффівілл (Канзас)
Коффівілл (англ. Coffeyville) — місто (англ. city) в США, в окрузі Монтгомері штату Канзас. Населення — 8826 осіб (2020).

## Географія
Коффівілл розташований за координатами 37°2′29″ пн. ш. 95°37′47″ зх. д. / 37.04139° пн. ш. 95.62972° зх. д. (37.041258, -95.629646).  За даними Бюро перепису населення США в 2010 році місто мало площу 19,24 км², уся площа — суходіл. В 2017 році площа становила 24,31 км², уся площа — суходіл.

### Клімат
| Клімат : Коффівілл                                                           | Клімат : Коффівілл | Клімат : Коффівілл | Клімат : Коффівілл | Клімат : Коффівілл | Клімат : Коффівілл | Клімат : Коффівілл | Клімат : Коффівілл | Клімат : Коффівілл | Клімат : Коффівілл | Клімат : Коффівілл | Клімат : Коффівілл | Клімат : Коффівілл | Клімат : Коффівілл |
| Показник                                                                     | Січ.               | Лют.               | Бер.               | Квіт.              | Трав.              | Черв.              | Лип.               | Серп.              | Вер.               | Жовт.              | Лист.              | Груд.              | Рік                |
| Абсолютний максимум, °C                                                      | 23,3               | 30,0               | 32,2               | 37,8               | 35,0               | 40,0               | 46,7               | 44,4               | 42,2               | 36,7               | 30,0               | 25,6               | 46,7               |
| Середній максимум, °C                                                        | 5,6                | 8,9                | 14,4               | 20,0               | 24,4               | 29,4               | 32,2               | 32,8               | 27,8               | 21,1               | 13,9               | 7,2                | 19,9               |
| Середній мінімум, °C                                                         | −6,7               | −3,9               | 1,1                | 6,1                | 12,8               | 17,8               | 20,0               | 18,9               | 13,9               | 7,2                | 1,1                | −5                 | 7,0                |
| Абсолютний мінімум, °C                                                       | −28,9              | −26,7              | −21,1              | −10                | −2,2               | 4,4                | 8,3                | 7,2                | −2,8               | −9,4               | −16,7              | −27,8              | −28,9              |
| Норма опадів, мм                                                             | 42                 | 52                 | 88                 | 110                | 168                | 152                | 97                 | 90                 | 124                | 105                | 76                 | 58                 | 1162               |
| ---------------------------------------------------------------------------- | ------------------ | ------------------ | ------------------ | ------------------ | ------------------ | ------------------ | ------------------ | ------------------ | ------------------ | ------------------ | ------------------ | ------------------ | ------------------ |
| Джерело: http://www.weather.com/weather/wxclimatology/monthly/graph/USKS0119 |                    |                    |                    |                    |                    |                    |                    |                    |                    |                    |                    |                    |                    |

## Демографія
Згідно з переписом 2010 року, у місті мешкало 10 295 осіб у 4226 домогосподарствах у складі 2456 родин. Густота населення становила 535 осіб/км².  Було 5021 помешкання (261/км²).
Расовий склад населення:
| - 72,3 % — білих - 11,7 % — чорних або афроамериканців - 5,0 % — корінних американців - 0,7 % — азіатів - 0,2 % — вихідців з тихоокеанських островів - 3,3 % — осіб інших рас |

До двох чи більше рас належало 6,8 %. Частка іспаномовних становила 7,4 % від усіх жителів.
За віковим діапазоном населення розподілялося таким чином: 22,6 % — особи молодші 18 років, 59,3 % — особи у віці 18—64 років, 18,1 % — особи у віці 65 років та старші. Медіана віку мешканця становила 37,1 року. На 100 осіб жіночої статі у місті припадало 90,3 чоловіків;  на 100 жінок у віці від 18 років та старших — 87,7 чоловіків також старших 18 років.
Середній дохід на одне домашнє господарство  становив 43 061 долар США (медіана — 31 486), а середній дохід на одну сім'ю — 50 177 доларів (медіана — 43 594). Медіана доходів становила 36 214 долари для чоловіків та 29 244 долари для жінок. За межею бідності перебувало 26,2 % осіб, у тому числі 35,8 % дітей у віці до 18 років та 14,7 % осіб у віці 65 років та старших.
Цивільне працевлаштоване населення становило 3990 осіб. Основні галузі зайнятості: освіта, охорона здоров'я та соціальна допомога — 31,0 %, виробництво — 22,9 %, роздрібна торгівля — 11,0 %, мистецтво, розваги та відпочинок — 8,7 %.